# Глажево (станция)
Глажево — железнодорожная станция Октябрьской железной дороги, расположенная на участке Волховстрой-1 — Кириши — Чудово. Располагается в одноимённом посёлке Ленинградской области Киришского района; недалеко от него расположены также одноимённые посёлок и деревня.

## История
Станция была открыта в 1919 году на линии Волховстрой — Кириши Октябрьской железной дороги. Электрифицирована постоянным током напряжения 3000 вольт в 1980 году в составе того же участка.

## Описание
Станция представляет собой разъезд, от второго пути которого отходит подъездной путь необщего пользования на северо-восток, в промзону.
Севернее станции расположен охраняемый переезд через дорогу Глажево — Мемино.
На станции расположен одноэтажный вокзал и несколько хозяйственных построек.

## Деятельность
Станция открыта для работы по параграфам:
- Продажа билетов на все пассажирские поезда, приём и выдача багажа;
- Прием и выдача повагонных отправок грузов, допускаемых к хранению на открытых площадках станций;
- Прием и выдача грузов повагонными и мелкими отправками, загружаемых целыми вагонами, только на подъездных путях и местах необщего пользования.

Пригородные поезда следуют по станции на север до/от Волховстроя-1, на юг до/от Будгощи, Тигоды, Чудова-Московского.
Поезда дальнего следования не останавливаются, проходят нерегулярно.
На станции останавливаются все проходящие через неё поезда.